# Kanton Quimper-1
Der Kanton Quimper-1 (bretonisch Kanton Kemper-1) ist seit 1973 ein französischer Wahlkreis im Arrondissement Quimper, im Département Finistère und in der Region Bretagne; sein Hauptort ist Quimper.  

## Gemeinden
Der Kanton besteht aus sieben Gemeinden und Teilgemeinden mit insgesamt 41.169 Einwohnern (Stand: 1. Januar 2022) auf einer Gesamtfläche von 188,91 km²:
| Gemeinde         | Bretonisch | Einwohner (2022) | Fläche (km²) | Code postal | Code Insee |
| ---------------- | ---------- | ---------------- | ------------ | ----------- | ---------- |
| Guengat          | Gwengad    | 1.836            | 22,72        | 29180       | 29066      |
| Locronan         | Lokorn     | 806              | 8,08         | 29180       | 29134      |
| Plogonnec        | Plogoneg   | 3.223            | 54,14        | 29180       | 29169      |
| Plomelin         | Ploveilh   | 4.216            | 26,08        | 29700       | 29170      |
| Plonéis          | Ploneiz    | 2.405            | 21,99        | 29710       | 29173      |
| Pluguffan        | Pluguen    | 4.229            | 32,09        | 29700       | 29216      |
| Quimper          | Kemper     | 24.454           | 23,81        | 29000       | 29232      |
| Kanton Quimper-1 | Kemper-1   | 41.169           | 188,91       | -           | 2923       |

1. ↑  Nur der westliche Teil der Gemeinde, der Rest gehört zum Kanton Quimper-2.

## Geschichte
1793 entstand der Kanton Quimper. Dieser wurde 1973 in die Kantone Quimper-1 und Quimper-2 aufgeteilt. Die Aufteilung von Teilen der Stadt Quimper auf die Kantone Quimper-1, Quimper-2 und Quimper-3 bestand von 1985 bis 2015. Mit der Neugliederung der Kantone im Jahr 2015 verschwand der Kanton Quimper-3 wieder und sein Gebiet wurde den Kantonen Quimper-1 und Quimper-2 zugeschlagen.